# 한정성
한정성(限定性, definiteness)은 명사구(noun phrase, NP)의 의미론적 특징으로, 한 맥락에서 확인 가능한 지시체(referent)나 뜻(sense)(한정명사구definite noun phrase)과 그렇지 못한 실체(부정명사구indefinite noun phrase)를 구분한다. 원형 한정명사구(prototypical definite NP)는 유일하고 익숙하며 특정한 지시대상을 선택한다.

한정성을 표현하는 방식은 여러 가지인데, 보통 한국어나 일본어에서는 한정성을 표시하지 않는다. 영어의 경우에는 다양한 한정사(determiner)를 골라 기입하는 방식으로 한정성을 표시한다. 덴마크어에서 한정성은 어형(語形) 변화를 통해 나타낸다.
문법적 한정성(grammatical definiteness)과 인지상의 신원 확인 가능성(cognitive identifiability) 사이의 이론적 구분은 추상적 범주(문법적)와 비추상적 범주(인지적) 간의 구분을 가능하게 한다.[p. 84]

## 언어별 사용 현황

### 영어
영어에서 한정성은 한정사(determiner)의 선택을 통해 표시한다. a, an, many, some과 같은 한정사에 숫자(예 four items)는 그 명사구를 부정형(indefinite)으로 표시해준다. 반대로 the, that, 소유격 명사구(genitive NP)(예 : my brother)는 그 명사구를 한정형(definite)으로 만들어준다.
많은 시험들은 부정형 명사구를 한정형과 구분하는 것을 낸다. 각각은 직관적인 기반은 물론 문법적인 효과도 어느 정도 있지만, 이들 중 어떤 것도 형식 범주에 명확하게 대응하지 않는다.
1. 만약 한 명사구가 "there is NP at the door."와 같은 존재절(existential clause)에 놓인다면, (예 : there are two wolves at the door") 이는 부정형에 가깝다.[6]
2. 정관사(definite article)로 표현되는 식별 가능성(identifiability)은 "(여러개 중) 어느 것인가(which~?)"라는 질문으로 대체할 경우 가장 잘 이해하기 쉽다.[3]

### 기타
- 바스크어(Basque)에서, 한정성은 구접어(句接語, phrasal clitic)로 표시한다.[7] (p. 76) emakume ("woman"), emakume-a (woman-ART: "the woman"), emakume ederr-a (woman beautiful-ART: "the beautiful woman"); 루마니아어(Romanian)에서도 마찬가지이다. om ("man"), om-ul (man-ART: "the man"), om-ul bun (man-ART good: "the good man") 혹은 bun-ul om (good-ART man: "the good man")
- 알바니아어(Albanian)에서 한정성은 명사의 접미사(noun affix)로 표시한다.[7] (p. 121) djalë ("boy"); djal-i (djal-ART: "the boy"); djal-i i madh (djal-ART i madh: "the elder son"); vajzë ("girl"); vajz-a (vajz-ART: "the girl"); vajz-a e bukur (vajz-ART e bukur: "the pretty girl")
- 아랍어(Arabic)에서 한정성은 명사와 형용사에 붙는 접두사(prefix)로 표시한다.[7] (p. 91) الكتاب الكبير (큰 책", "al-kitāb al-kabīr)에서 al-이라는 접두사 2개 ("정관사-책-정관사-크다" 형태, 즉 영어로 "the book the big")
- 헝가리어(Hungarian)에서 한정성은 각각의 동사 형태로 표시한다.[7] (p. 86) olvasok egy könyvet (read-1인칭단수.현재형.부정관사 + a book-ACC.단수 "I read a book") 대 olvasom a könyvet (read-1인칭단수.현재형.정관사 + the book-ACC.단수 "I read the book")
- 무표시. 일본어 "나는 책을 가지고 있다(私は本を持っている)"에서 "책(本)"은 한정형인지 부정형인지 알 수 없다.[2]

게르만어(Germanic), 로망스어(Romance), 켈트어(Celtic), 셈어(Semitic), 기타 보조 언어(auxiliary language)에는 정관사가 있으며, 명사 앞에 붙지만 명사 뒤에 붙기도 한다. 그러나 다른 언어는 정관사가 없다. 한국어, 중국어, 일본어, 핀란드어, 불가리아어와 마케도니아어를 제외한 현대 슬라브어가 이에 해당한다. 필요한 경우 이 언어들은 지시사(demonstrative)를 사용하여 한정성을 표시한다.
특정 통사론적 맥락에서 한정성이 어형변화를 표시하는 것과 상호작용하는 것은 흔하다. 많은 런어들에서 직접 목적어(direct object)는 한정될 때에만 별도의 표시를 받는다. 예를 들어, 터키어(Turkish)에서 adamı gördüm (나는 그 사람을 보았다. "I saw the man")이라는 문장은 한정성을 나타내는 접미사 -ı을 받는다. (p. 204). 터키어에서 직접 목적어에의 접미사가 없으면 부정형이 되며, 부정관사 bir가 없으면 단수가 아니게 된다. adam gördüm (나는 어떤 한 사람을 보았다./나는 어떤 사람들을 보았다. "I saw a man/I saw men")
세르보크로아티아어(Serbo-Croatian)에서, 발틱어(Baltic), 라트비아어(Latvian), 리투아니아어(Lithuanian), 일부 슬로베니아어(Slovene)에서, 한정성은 명사 앞에 놓여 명사를 수식하는 한정적 형용사(prenominal adjective)에서 형태적으로 표현될 수 있다. 짧은 형태의 형용사는 부정형, 긴 형태는 한정형 혹은 특수형(specific)이다.
- 짧은 것 (부정형): 세르보크로아티아어 nov grad "어느 한 신도시(a new city)"; 리투아니아어 balta knyga "어떤 한 하얀 책(a white book)"
- 긴 것 (한정형): novi grad "그 신도시(the new city), 어떤 특정 신도시(a certain new city)"; baltoji knyga "그 하얀 책(the white book), 어떤 특정 하얀 책(a certain white book)"

일부 언어에서 목적어의 한정성은 동사(verb)의 타동성(transitivity)에 영향을 준다. 고유의 특수성(specificity) 표시가 없으면, 단일 경우 술부(mono-occasional predication)의 종결성(telicity)에 영향을 준다.
일부 스칸디나비아어에서 스웨덴어의 경우, 한정 명사(definite noun)는 접미사를 통해 굴절된다. 이는 스웨덴어에서 형식(Species)이라는 문법 범주로 알려져 있다.

## 같이 보기
- 관사